# Sawston
Sawston est une ville d'Angleterre dans le Cambridgeshire.

## Patrimoine
- Sawston Hall, manoir Tudor.

## Personnalités liées
- Sir Herbert Butterfield (1900-1979), historien britannique, vice-chancelier de l'université de Cambridge, y est mort[1].